# Swordquest
Swordquest ist eine Videospiel-Reihe von Atari, die in den 1980ern als Teil eines umfangreichen Wettbewerbs veröffentlicht wurde. Sie besteht aus drei veröffentlichten Spielen, Earthworld, Fireworld und Waterworld sowie einem geplanten, aber ursprünglich nicht veröffentlichten vierten Spiel, Airworld. Jedem dieser Spiele wurde ein Comicheft beigelegt, welches die Geschichte erklärte und bereits Hinweise auf die Lösung eines Rätsels enthielt, welches gelöst werden musste, um den Wettbewerb zu gewinnen. Durch das Lösen der Rätsel konnten Preise im Gesamtwert von 150.000 US-Dollar gewonnen werden.
Die Spielreihe war einer der ersten Versuche, bei Videospielen die Elemente von Adventures und Action-Spielen miteinander zu verbinden, was sie zu den ersten Action-Adventures überhaupt macht. Aufgrund der finanziellen Probleme von Atari und dem Einbruch des Videospielemarktes 1983, wurden die letzten beiden Wettbewerbe nie ausgetragen und auch das letzte Spiel nicht mehr veröffentlicht. Daher wurde der Wettbewerb nie beendet und der Verbleib der übrigen, noch nicht gewonnen und ausgehändigten Preise ist seither eine urbane Legende in der Videospiel-Community geworden.
Im Jahr 2022 wurde das letzte Spiel der Reihe, Airworld, als Teil der Atari 50: The Anniversary Celebration, einer Sammlung an Atari-Spielen zu dessen 50-jährigem Firmen-Jubiläum, doch noch veröffentlicht.

## Spielprinzip
Jedes Spiel der Swordquest-Reihe war nach einem der klassischen Elemente gestaltet: Erde, Feuer, Wasser und Luft. In den Spielen mussten Spieler durch ein Labyrinth von Räumen wandern, Objekte einsammeln und in anderen Räumen wieder ablegen. Die Räume unterschieden sich in den einzelnen Spielen deutlich.
Wenn Spieler das richtige Objekt im richtigen Raum platzierten, wurden sie mit einem numerischen Hinweis belohnt, der sich auf Seiten und Bilder im beiliegenden Comicheft bezog. Dort konnten die Spieler dann ein verborgenes Wort finden, welches Teil des Wettbewerbs war. Die Spieler, die alle richtigen Wörter in der richtigen Reihenfolge an Atari per Post übermittelten, wurden zur nächsten Runde des Wettbewerbs eingeladen.

## Versprochener Preis
Bei den Preisen, welche die Spieler gewinnen konnten, handelte es sich um fünf aus massivem Gold und mit echten Edelsteinen verzierte Objekte:
- Earthworld: Der „Talisman of Penultimate Truth“, eine Scheibe aus 18-karätigem Gold, verziert mit 12 Diamanten und einem Miniatur-Schwert aus Weißgold darauf.
- Fireworld: Der „Chalice of Light“, ein Kelch aus Platin und Gold, verziert mit Rubinen, Diamanten und Saphiren.
- Waterworld: Die „Crown of Life“, eine Krone aus Gold, verziert mit Rubinen und Saphiren.
- Airworld: Der „Philosopher’s Stone“, ein großer weißer Jadestein in einer Box aus 18-karätigem Gold, die verziert war mit Rubinen und Diamanten.

Die vier Gewinner dieser vier Preise sollten am Ende des Wettbewerbs um den Hauptpreis spielen, das „Sword of Ultimate Sorcery“, ein Schwert aus Silber mit einem Griff aus 18-karätigem Gold, verziert mit Diamanten, Saphiren und Rubinen. Dieses Schwert allein sollte rund 50.000 US-Dollar wert sein. Von dem Schwert existieren Fotoaufnahmen, sein Verbleib ist jedoch ungeklärt.
Von den versprochenen Preisen wurden nur die ersten beiden an die Gewinner der ersten beiden Wettbewerbe ausgehändigt. Ob es einen Gewinner des dritten Wettbewerbs gab, ist bis heute ungeklärt. Ebenso, was mit den anderen Preisen nach Abbruch des Wettbewerbs geschah. Dass die aus massivem Gold und echten Edelsteinen bestehenden Preise tatsächlich existierten, ist gesichert, da sie bei den ersten beiden Wettbewerben ausgestellt wurden und von den anwesenden Teilnehmern gesehen und teilweise auch fotografiert wurden. Es wird vermutet, dass die Preise eingeschmolzen wurden.

## Rezeption
Die ersten beiden Spiele der Reihe, Earthworld und Fireworld, wurden ihrerzeit sehr positiv aufgenommen und erhielten überwiegend gute Bewertungen der Spielepresse. Allerdings gab es auch Stimmen, die sagten, dass der einzige Grund, diese Spiele zu kaufen und zu spielen, der sei, die wertvollen Preise gewinnen zu können.